# Anja Pärson
Anja Sofia Tess Pärson, švedska alpska smučarka, * 25. april 1981, Umeå, Švedska.
Pärsonova je nekdanja alpska smučarka. Leta 2006 je na Zimskih olimpijskih igrah v Turinu prejela zlato olimpijsko medaljo za zmago v slalomu. Poleg tega je na štirih svetovnih prvenstvih v alpskem smučanju od leta 2001 do 2007 osvojila še šest prvih mest v vseh štirih alpskih disciplinah in še eno zmago v alpski kombinaciji.
Pärsonova je med smučarsko kariero imela prebivališče  v Monaku, po koncu tekmovalne poti pa se je preselila nazaj na Švedsko v rojstno mesto Umeå.
2. avgusta 2014 se je poročila s svojo dolgoletno partnerko Filippo Rådin.

### Zmage v svetovnem pokalu
42 zmag (18 v slalomu, 11 v veleslalomu, 4 v superveleslalomu, 5 v smuku in 2 v kombinaciji)
| Datum              | Kraj                  | Disciplina           |
| ------------------ | --------------------- | -------------------- |
| 3. december 1998   | Mammoth Mountain      | Slalom               |
| 9. december 2001   | Sestrières            | Slalom               |
| 29. december 2001  | Lienz                 | Slalom               |
| 5. januar 2002     | Maribor               | Slalom               |
| 6. januar 2002     | Maribor               | Slalom               |
| 30. november 2002  | Aspen                 | Slalom               |
| 15. december 2002  | Sestrières            | Kombinacijski slalom |
| 19. januar 2003    | Cortina d'Ampezzo     | Veleslalom           |
| 25. januar 2003    | Maribor               | Veleslalom           |
| 26. januar 2003    | Maribor               | Slalom               |
| 6. marec 2003      | Åre                   | Veleslalom           |
| 28. november 2003  | Park City             | Veleslalom           |
| 29. november 2003  | Park City             | Slalom               |
| 16. december 2003  | Madonna di Campiglio  | Slalom               |
| 28. december 2003  | Lienz                 | Slalom               |
| 5. januar 2004     | Megève                | Slalom               |
| 24. januar 2004    | Maribor               | Veleslalom           |
| 25. januar 2004    | Maribor               | Slalom               |
| 7. februar 2004    | Zwiesel               | Veleslalom           |
| 8. februar 2004    | Zwiesel               | Slalom               |
| 21. februar 2004   | Åre                   | Veleslalom           |
| 14. marec 2004     | Sestrières            | Veleslalom           |
| 23.. november 2004 | Sölden                | Veleslalom           |
| 23. januar 2005    | Maribor               | Slalom               |
| 25. februar 2005   | San Sicario           | Superveleslalom      |
| 26. februar 2005   | San Sicario           | Smuk                 |
| 11. december 2005  | Aspen                 | Slalom               |
| 22. december 2005  | Špindlerův Mlýn       | Slalom               |
| 28. december 2005  | Lienz                 | Veleslalom           |
| 13. januar 2006    | Bad Kleinkirchheim    | Smuk                 |
| 27. januar 2006    | Cortina d'Ampezzo     | Superveleslalom      |
| 4.. februar 2006   | Ofterschwang          | Veleslalom           |
| 11. marec 2006     | Levi                  | Slalom               |
| 15. marec 2006     | Åre                   | Smuk                 |
| 15. marec 2007     | Lenzerheide           | Superveleslalom      |
| 15. december 2007  | St. Moritz            | Smuk                 |
| 16. december 2007  | St. Moritz            | Superveleslalom      |
| 9. marec 2008      | Crans-Montana         | Kombinacija          |
| 19. december 2008  | St. Moritz            | Kombinacija          |
| 18. januar 2009    | Altenmarkt-Zauchensee | Smuk                 |
| 29. januar 2010    | St. Moritz            | Kombinacija          |
| 5. marec 2011      | Trbiž                 | Smuk                 |

| Nagrade in dosežki          | Nagrade in dosežki                          | Nagrade in dosežki     |
| --------------------------- | ------------------------------------------- | ---------------------- |
| Predhodnik: Janica Kostelič | Dobitnica velikega kristalnega globusa 2004 | Naslednik: Anja Pärson |

| Nagrade in dosežki      | Nagrade in dosežki                          | Nagrade in dosežki         |
| ----------------------- | ------------------------------------------- | -------------------------- |
| Predhodnik: Anja Pärson | Dobitnica velikega kristalnega globusa 2005 | Naslednik: Janica Kostelić |